# یامیووکی-گوجبه
یامیووکی-گوجبه (به لاتین: Jamiołki-Godzieby) یک روستا در لهستان است که در گمینا سوکووه واقع شده‌است. یامیووکی-گوجبه ۵۰ نفر جمعیت دارد و ۱۴۲ متر بالاتر از سطح دریا واقع شده‌است.